# INS Deepak
La INS Deepak (A50) è un rifornitore di squadra della classe Deepak costruito da Fincantieri. La Deepak è stata varata il 13 febbraio 2010 e la nave è stata messa in servizio il 21 gennaio 2011.

## Progetto e descrizione

### Capacità di carico e attrezzature
I rifornitori della classe Deepak possono trasportare 17.900 t totali di carico, incluso 15.500 t di carico liquido (acqua, carburante per navi e aerei) e 500 t di carico solido (vettovaglie e munizioni). Queste navi possono inoltre ospitare 16 container sul loro ponte superiore e grazie alle moderne attrezzature di bordo, come una gru a ponte della capacità di 30 t, possono simultaneamente movimentare carichi e rifornire di carburante più navi contemporaneamente con una portata di 1500 t di carburante per ora.

Le navi di classe Deepak possono poi essere utilizzate per trasportare elicotteri e i cantieri su di esse possono ospitare altre navi della flotta.
Sulle navi è anche presente un ospedale con 8 posti letto ed un laboratorio medico comprendente strumenti a raggi X.

## Storia del servizio
Nell'ottobre del 2012 la INS Deepak ha preso parte, assieme alla INS Delhi, all'esercitazione congiunta IBSAMAR III, in Sudafrica. Durante i tre giorni di esercitazione, le navi erano attraccate nel porto di Durban.